# Корчак (фильм)
«Корчак» (пол. Korczak) — художественный фильм Анджея Вайды о педагоге, польском еврее Януше Корчаке, руководившем детдомом для еврейских сирот в Варшавском гетто в годы Второй мировой войны. Основан на реальных событиях.

## Сюжет
Педагог и гуманист Януш Корчак прилагает огромные усилия для поддержания необходимых условий жизни, учёбы и воспитания детей в возглавляемом им доме для евреев-сирот (см. Дом сирот Януша Корчака) в Варшавском гетто на территории оккупированной нацистами Польши. 
Для спасения детей Корчак пытается задействовать все возможности, принимая помощь от еврейского антифашистского подполья, от руководителя юденрата Варшавского гетто Адама Чернякова, от предпринимателей-коллаборационистов из числа евреев и тому подобное.
После начала депортации детей-евреев в концлагерь Треблинка Корчак отвергает предложения о спасении и вместе со своими воспитанниками отправляется на смерть… Глава юденрата Черняков, не сумев убедить нацистов остановить массовые депортации евреев гетто и даже детей, совершает самоубийство.

## В ролях
- Войцех Пшоняк — Януш Корчак
- Эва Далковская — Стефа Вильчинска
- Тереза Будзиш-Кшижановска — Марина Роговска-Фальска
- Мажена Трыбала — Эстера
- Пётр Козловский — Хенек
- Збигнев Замаховский — Ицхак Шульц
- Александер Бардини — Адам Черняков
- Ян Пешек — Макс Бауэр
- Мария Хвалибог — жена Чернякова
- Марек Баргеловский — доктор Гепнер
- Анджей Копичиньский — директор польского радио
- Данута Шафлярская — мать Макса
- Станислава Целиньская — продавщица
- Анна Муха — Сабинка

## Художественные особенности
Фильм снят в чёрно-белом варианте и напоминает кадры кинохроники.

## Награды фильма
- 1991 — Deutscher Filmpreis за лучшую операторскую работу (Робби Мюллер)[2]

### Рецензии
- Vincent Canby. Korczak (1990) Review/Film; Of a Saintly Jewish Doctor in Poland Who Died at Treblinka (англ.). The New York Times (12 апреля 1991). Дата обращения: 16 июля 2015.
- Rita Kempley. ‘Korczak’ (NR) (англ.). The Washington Post (16 августа 1991). Дата обращения: 16 июля 2015.
- Jamie S. Rich. Korczak: Kino Classics Remastered Edition (англ.). DVD Talk (14 августа 2012). Дата обращения: 16 июля 2015.